# Radoslav Židek
Radoslav Židek (ur. 15 października 1981 w Žilinie) – słowacki snowboardzista, wicemistrz olimpijski.

## Kariera
Po raz pierwszy na arenie międzynarodowej pojawił się 16 grudnia 2002 roku w Klínovcu, gdzie w zawodach FIS Race został zdyskwalifikowany w slalomie równoległym (PSL). Nigdy nie startował na mistrzostwach świata juniorów.
W zawodach Pucharu Świata zadebiutował 5 stycznia 2004 roku w Bad Gastein, zajmując 21. miejsce w snowcrossie. Tym samym już w swoim debiucie wywalczył pierwsze pucharowe punkty. Nigdy nie stanął na podium zawodów tego cyklu, najwyższą lokatę uzyskując 13 marca 2008 roku w Valmalenco, gdzie był czwarty w tej konkurencji, przegrywając walkę o podium z Francuzem Vincentem Valerym. Najlepsze wyniki osiągnął w sezonach 2003/2004 i 2007/2008, kiedy to zajmował 21. miejsce w klasyfikacji generalnej.
Jego największym sukcesem jest srebrny medal w snowcrossie zdobyty na igrzyskach olimpijskich w Turynie w 2006 roku. Rozdzielił tam na podium Setha Wescotta z USA i Francuza Paula-Henri de Le Rue. Na tych samych igrzyskach zajął również 27. miejsce w gigancie równoległym (PGS). Był też między innymi jedenasty w snowcrossie podczas mistrzostw świata w Whistler w 2005 roku.

## Osiągnięcia

### Igrzyska olimpijskie
| Miejsce | Dzień     | Rok  | Miejscowość | Konkurencja       | Zwycięzca      |
| ------- | --------- | ---- | ----------- | ----------------- | -------------- |
| 2.      | 16 lutego | 2006 | Turyn       | Snowboardcross    | Seth Wescott   |
| 27.     | 22 lutego | 2006 | Turyn       | Gigant równoległy | Philipp Schoch |

### Mistrzostwa świata
| Miejsce | Dzień       | Rok  | Miejscowość | Konkurencja       | Zwycięzca          |
| ------- | ----------- | ---- | ----------- | ----------------- | ------------------ |
| 11.     | 16 stycznia | 2005 | Whistler    | Snowboardcross    | Seth Wescott       |
| 17.     | 18 stycznia | 2005 | Whistler    | Gigant równoległy | Jasey-Jay Anderson |
| 35.     | 19 stycznia | 2005 | Whistler    | Slalom równoległy | Jasey-Jay Anderson |
| 17.     | 14 stycznia | 2007 | Arosa       | Snowboardcross    | Xavier de le Rue   |
| DSQ     | 16 stycznia | 2007 | Arosa       | Gigant równoległy | Rok Flander        |
| DNS     | 18 stycznia | 2009 | Gangwon     | Snowboardcross    | Markus Schairer    |

### Puchar Świata

#### Miejsca w klasyfikacji generalnej
- sezon 2003/2004: 21.
- sezon 2004/2005: -
- sezon 2005/2006: 56.
- sezon 2006/2007: 124.
- sezon 2007/2008: 21.
- sezon 2008/2009: 322.
- sezon 2009/2010: 197.

#### Miejsca na podium
Židek nigdy nie stawał na podium zawodów PŚ.